# Magnetna rezonanca srca
Magnetna rezonanca srca (akronim CMR)  je  neinvazivna dijagnostička metoda koja se sve više primenjuje u tercijalnim zdravstvenim centrima, kao zlatni standard za procenu bolesnika sa akutnim miokraditisom i kvantitativnu  procenu sistolne funkcije leve komore.

## Osnovne informacije
Princip rada magnetne rezonance kao imidžinga u radiologiji je drugačiji nego kod drugih metoda, jer se zasniva na promeni energije protona u jezgru ćelija tela, tako da upotreba ove metoda nije vezana za štetno jonizujuće zračenje, a dobijene slike su boljeg kvaliteta nego one koje se postižu primenom bilo koje druge slikovne metode.
Primena
Imajući u vidu da se izgled i funkcija srca bolje prikazuju magnetnom rezonancom, ona omogućava lekarima da procenjuju različite delove srca, utvrde prisustvo odredjenih bolesti i izvrše ranu procenu stanja srčanog mišića, magnetna rezonanca srca se koristi u svim slučajevima kada je neohodna:
- Procena uticaja bolesti krvnih sudova i stvaranje ožiljka u srčanom mišiću posle srčanog udara/infarkta
- Procena anatomije i funkcije srčanih šupljina, zalistaka/valvula, procena brzine protoka
- Praćenje toka bolesti
- Planiranje lečenja kardiovaskularnih bolesti
- Procena efekata hirurške intervencije (posle intervencije kod pacijenata sa kongenitalnim bolestima srca).

## Indikacije
| Najvažnije indikacije za pregled srca CMR | Najvažnije indikacije za pregled srca CMR |
| Indikacije                                | Karakteristike |
| ----------------------------------------- | --- |
| Miokarditis                               | Dijagnostika akutnog miokarditisa predstavlja jedan od češćih razloga (jer čini oko trećinu pregleda) u evropskim centrima. Obzirom na dinamiku procesa inflamacije u akutnoj fazi miokarditisa i prisustvo izraženijeg edema miokarda u toku ograničenog vremenskog perioda, preporučuje se da se pregled magnetne rezonance srca uradi rano, unutar dve nedelje od početka simptoma miokarditsa. Ovim pregledom srca može pouzdano da se utvrdi prisustvo edema kao i izmenjena strukture srčanog mišića koje su glavne karakteristike ove bolesti. Izvodi se korišćenjem SSFP -bright blood protokola, po kome je moguće određivanje volumena leve komore u sistoli i dijastoli i kvantifikacija mase miokarda i sistolne funkcije komore, kao vrlo zančajno ispitivanje kontraktilne funkcije miokarda u postavljanu dijagnoze akutnog miokarditisa, a takođe i u određivanju lečenja bolesnika. Magnetna rezonanca srca omogućava pouzdanu procenu funkcije desne komore jer nalaz disfunkcije desne komore ukazuje na lošji klinički ishod bolesti, u smislu neophodnosti izvođenja transplantacije srca ili mortaliteta, kao i nepovoljniju prognozu bolesnika. U akutnoj fazi miokarditisa nalaz akutne kardiomiopatije primenom tehnike magnetne rezonancije srca , najčešće se ispoljava normalnim ili lako povećanim volumenom leve komore i smanjenom sistolnom funkcijom komore. Ređe se nalazi izraženija dilatacija leve komore. Magnetna rezonanca srca je jedina metoda neinvazivnog imidžinga koja omogućava pouzdaniju procenu postojanja edema miokarda, u sklopu inflamacije srčanog mišića. Korisna tehnika CMR pregleda u proceni edema miokarda je T2 spin echo protokol, koji edem i inflamaciju miokarda prikazuje kao povećanje intenziteta signala u miokardu, sa svetlijim izgledom edematoznog regiona miokarda zida komore. Distribucija inflamatornih promena u miokardu se u akutnom miokarditisu razlikuje u odnosu na nalaz u infarktu miokarda. Edem miokarda u akutnom miokarditisu se češće lokalizuje u epikardnom i medijalnom sloju zida komore i svetlija polja, sa povećanim intenzitetom signala, su nepravilnog oblika i razbacana (patchy distribucija). Pogodniji su poprečni preseci leve komore za procenu postojanja edema miokarda, u bazalnom medijalnom i apikalnom nivou komore, zbog manjeg prisustva tkivnih artefakata i tehnički korektnijeg nalaza, i dobar kvalitet slike se može postići u preko 80% bolesnika. |
| Infarkt miokarda                          | U infarktu miokarda promene su češće lokalizovane u endokardnom sloju zida komore, i zato imaju kompaktniji, segmentni izgled i odgovaraju teritoriji miokarda vakularizovanoj infarktnom arterijom. Transmuralni infarkt se karakteriše segmentnom distribucijom promena miokarda i zahvatanjem čitave debljine zida komore, u regionu vaskularizovanom infarktnom arterijom. Značajna CMR tehnika pregleda u proceni edema i nekroze miokarda u akutnom miokarditisu, T1 spin echo (black blood) LGE, sa kasnim pojačanjem signala, se izvodi korišćenjem kontrastnog sredstva gadolinijuma. Desetak minuta nakon intravenske apikacije se gadolinijum vezuje za inflamirane regione miokarda, zahvaćene edemom i nekrozom. Može se uraditi kvantitativna procena i odrediti ekstenzivnost zahvatanja miokarda komora inflamatornim procesom. Izraženije inflamatorne promene sa ekstenzivnijom nekrozom miokarda nalaze se češće kod mlađih bolesnika i više u muškoj populaciji, najverovatnije zbog većeg stepena aktivacije imunog odgovora kod ovih bolesnika. Kako bi se povećala senzitivnost i specifičnost ispitivanja edema i inflamacije miokarda, i poboljšala dijagnostika akutnog miokarditisa, poželjno je uraditi oba CMR protokola. |
| Kongenitalne bolesti srca                 | U proceni bolesnika sa urodjenim bolestima srca magnetna rezonanca srca se pokazala dobrom jer na potpuno neinvazivan način možda da pruži pouzdane i tačne informacije o veličini levo-desnog šanta koji se često javlja kod bolesnika sa pretkomorskim i septalnim defektom, prezistentnim duktus arteriozusom, i drugim anomalijama. |
| Kardiomiopatije                           | Kardiomiopatije, u koje spada velika grupa bolesti, imaju zajedničku karakteristiku da zahvataju prvenstveno srčani mišić, što rezultuje otežanim izbacivanjem krv u druge delove tela. Postoje tri glavna tipa kardiomiopatija: dilataciona, hipertrofična i velika grupa restriktivnih kardiomiopatija, za koje je zajedničko da u krajnjem stadijumu bolesti dovode do srčane insuficijencije. U ovim stanjima magnetna rezonanca srca daje informacije o funkciji i strukturi srčanog mišića koje su bitne za razlikovanje vrste kardiomipatija što je od velikog značaja za odluku o daljem lečenju ovih bolesnika. |
| Bolesti srčanih zalistaka                 | Tehnikom magnetne rezonance se mogu dobiti uzdužni i poprečni preseci srca, kao i metodom ehokardiografije i vizualizovati svi segmenti leve komore. Time ova tehnika omogućava procenu regionalne i globalne kontraktilne funkcije komora kao i ispitivanje funkcije srčanih zalistaka. |
| Tumori srca i perikarda                   | Tumori srca i perikarda mogu da budu primarni ili sekundarni ako potiču iz nekih drugih lokalizacija u organizmu. I jedni i drugi su retki. Magnetnom rezonanca srca, kod tumori srca i perikarda, mogu da se procene ne samo srce i perikard, već i susedne strukture tokom pri prvom pregledu, što čini ovu metodu prvom dijagnostičkom procedurom kod pacijenata sa malignitetom srca. |

## 4D CMR
Pulsirani protok krvi kroz šupljine srca i velike krvne sudove je vremenski različit i višesmeran. Pristup svim regijama, fazama i pravcima kardiovaskularnih tokova ranije je bio ograničen. Primenom četvorodimenzionalnog (4D) protoka kardiovaskularne magnetne rezonance (CMR) omogućio je sveobuhvatniji pristup takvim protocima, sa tipičnom prostornom rezolucijom od 1,5 × 1,5 × 1,5 - 3 × 3 × 3 mm 3, i tipičnom vremenskom rezolucijom od 30–40 ms i vremenom akvizicije od 5 do 25 min.
Ova jedinstvena tehnika pruža širok spektar mogućnosti za vizualizaciju i kvantifikaciju protoka, u rasponu od osnovnih aspekata kao što su zapremina protoka i vršna brzina do naprednijih karakteristika kao što je procena hemodinamičkih efekata na zidu krvnih sudova i miokardu, kao i vizualizacija protočnosti puteva u srcu i velikim krvnim sudovima.

## Literatura
- Cooper, Leslie T. (2009). „Myocarditis”. N Engl J Med. 360 (15): 1526—1538. doi:10.1056/NEJMra0800028.
- Kindermann, Ingrid; Barth, Christine; Mahfoud, Felix; Ukena, Christian; Lenski, Matthias; Yilmaz, Ali; Klingel, Karin; Kandolf, Reinhard; Sechtem, Udo; Cooper, Leslie T.; Böhm, Michael (2012). „Update on myocarditis”. J Am Coll Cardiol. 59 (9): 779—792. PMID 22361396. doi:10.1016/j.jacc.2011.09.074.
- Friedrich, M. G.; Larose, E.; Patton, D.; Dick, A.; Merchant, N.; Paterson, I.; Canadian Society for CMR (2013). „Canadian Society for Cardiovascular Magnetic Resonance (CanSCMR) recommendations for cardiovascular magnetic resonance image analysis and reporting”. Can J Cardiol. 29 (3): 260—265. PMID 23010085. doi:10.1016/j.cjca.2012.07.007.
- Monney, P. A.; Sekhri, N.; Burchell, T.; Knight, C.; Davies, C.; Deaner, A.; Sheaf, M.; Baithun, S.; Petersen, S.; Wragg, A.; Jain, A.; Westwood, M.; Mills, P.; Mathur, A.; Mohiddin, S. A. (2011). „Acute myocarditis presenting as acute coronary syndrome: role of early cardiac magnetic resonance in its diagnosis”. Heart. 97 (16): 1312—1318. PMID 21106555. doi:10.1136/hrt.2010.204818.

 Mediji vezani za članak Magnetna rezonanca srca na Vikimedijinoj ostavi

|  | Molimo Vas, obratite pažnju na važno upozorenje u vezi sa temama iz oblasti medicine (zdravlja). |